# Century Media
Century Media Records ist ein deutsches Musiklabel. Es wurde 1988 von Robert Kampf in Dortmund gegründet, da er seine eigene Band Despair selbst vermarkten wollte, und ist eines der größten und bekanntesten in der Szene. Zurzeit vertreibt Century Media um die 75 Bands, die aus verschiedenen Metal- sowie Hardcore-Bereichen stammen. Seit 2015 gehört das Label zu Sony Music Entertainment.

## Allgemein
Century Media hat sich auf Power, Death/Black Metal und Gothic Metal sowie Metal-/Hardcore spezialisiert.
Neben Nuclear Blast und Napalm Records gehört Century Media in Europa zu den größten und bekanntesten Metal-Label mit vielen weltweit erfolgreichen Gruppen. Der Hauptsitz befindet sich im Dortmunder Hafen; weitere Niederlassungen und Außenbüros gibt es in den USA, Großbritannien, Italien, Schweden, den Benelux-Ländern, Frankreich, Spanien, Brasilien und Australien.

## Geschichte
Robert Kampf, der Sänger der Band Despair, traf sich „seinerzeit mit vielen Repräsentanten von Plattenfirmen, fand aber keinen Ansatz zufriedenstellend […] Auch wenn manche besser waren als andere, ich traute ihnen nicht […] im Großen und Ganzen folgten wir lieber unserem Bauchgefühl und gingen unsere eigenen Wege“. Nachdem Kampf Markus Staiger kennenlernte, der 1987 Nuclear Blast gegründet hatte, unterstützte dieser Kampfs Band Despair bei der Veröffentlichung ihres Albums und half bei der Gründung von Century Media im Jahr 1988 mit. Die erste Veröffentlichung des Labels war Despairs Debütalbum History of Hate.
Als Kampf sich zwischen der Band und seiner Plattenfirma entscheiden musste, fiel seine Wahl auf letztere. Innerhalb eines Jahres konnte er ein Vertriebsnetz in fast 30 Ländern aufbauen. Anstatt auf Heavy-Metal- und Hard-Rock-Bands zu setzen, welche zu diesem Zeitpunkt großen Erfolg feierten, beschloss er seine Arbeit dem Death Metal zu widmen und so erschienen 1990 weitere Alben von Unleashed, Grave, Asphyx und Iced Earth. Er ist überzeugt, dass „wir dank Bands wie Tiamat, Samael, Unleashed, Grave, Moonspell oder The Gathering bereits früh den Grundstein für langfristigen Erfolg legen konnten“. Wegen der zunehmenden Einnahmequellen mietete Robert Kampf Büroräume an und stellte erste Mitarbeiter ein. Der Band Tiamat erbrachte er 1994 mit ihrem Album Wildhoney großen Erfolg, welches bis heute noch immer als eines der meistverkauften Alben der Szene gilt.
In den darauffolgenden Jahren schaffte Century Media es immer wieder, mit Bands wie Lacuna Coil, The Gathering oder Paradise Lost große Erfolge einzufahren, welche das Label bis heute zu einem der erfolgreichsten gemacht haben.
Zur Geschichte des Labels erschien im Jahr 2012 das von Christian Krumm verfasste Buch Century Media. Do it yourself, Die Geschichte eines Labels im Verlag Nicole Schmenk. Außerdem verklagte Century Media etwa 7.000 Benutzer von Filesharing-Portalen, die sich Iced Earths Dystopia und Lacuna Coils Dark Adrenaline illegal heruntergeladen haben sollen. Jon Schaffer von Iced Earth betonte, dass seine Band von der Klage nichts gewusst habe und nicht um Erlaubnis gebeten worden sei. Es sei der Band bewusst, „dass es den Plattenfirmen zunehmend schwerer fällt, unsere Musik zu verkaufen“, sie halte dies jedoch „für den falschen Weg“ und wolle „die Fans wissen lassen, dass wir dafür nicht unser Einverständnis gegeben haben“.
Am 20. Januar 2014 starb Miteigentümer Oliver Witthöft im Alter von 49 Jahren. Im August 2015 übernahm Sony Music Entertainment das Plattenlabel für einen Kaufpreis von 20 Millionen US-Dollar.

## Erfolge
Eine sehr erfolgreiche Veröffentlichung von Century Media war das Album Comalies von Lacuna Coil aus dem Jahr 2002. Es erreichte in den US-amerikanischen Billboard 200 den 178. Platz mit über 250.000 verkauften Exemplaren und den Platz 45 in den deutschen Albumcharts. Zuvor hatten Alben der schwedischen Band Tiamat bereits seit 1994 in Deutschland Charterfolge. Century Media veröffentlichte mit Hate Crew Deathroll auch ein Album der sonst über Spinefarm Records veröffentlichten Band Children of Bodom. Dieses Album erreichte in Deutschland die Chartplatzierung 45.
Das Album The War Within der mittlerweile nicht mehr von Century Media vertriebenen Band Shadows Fall aus dem Jahr 2004 erreichte sogar Platz 20 in den Billboard Top 200 mit über 300.000 verkauften Exemplaren. Das nächste Lacuna-Coil-Album, Karmacode, erreichte in den US-amerikanischen Charts Platz 28, in Deutschland Platz 43 und in Großbritannien Platz 47. In Italien erhielt Lacuna Coil die silberne Schallplatte für über 20.000 verkaufte Exemplare von Karmacode. Die kommerziell ebenfalls sehr erfolgreiche Band Arch Enemy veröffentlicht seit 1998 auf Century Media. Ihr 2005er-Album Doomsday Machine erreichte Platz 81 in den Billboard Top 200 und Platz 23 in den schwedischen Album-Charts.
Seit 1999 werden die Veröffentlichungen von Dark Tranquillity von Century Media vertrieben. Das Album Character aus dem Jahr 2005 erreicht in Schweden Platz 3 der Albumcharts und in Deutschland Platz 83.
2006 veröffentlichte die wiedervereinigte Band Celtic Frost ihr Comeback-Album Monotheist auf Century Media, das in der Schweiz auf Platz 41 gelangte und in Deutschland Platz 67 erreichte.
Die US-amerikanische Deathcore-Band Suicide Silence veröffentlichte ihr Debütalbum The Cleansing 2007 auf Century Media, welches auf Platz 94 der US-Billboard 200 einstieg und bis heute das meistverkaufte Debütalbum einer Band auf Century Media ist. Ihr zweites Musikalbum wurde ähnlich erfolgreich. No Time to Bleed stieg bis auf Platz 32 der US-Billboard 200 und konnte sich dort 7 Wochen halten.
Die deutsche Metalcore-Band Heaven Shall Burn erreichte mit ihrem Album Veto Ende April 2013 Platz zwei der deutschen Album-Charts. Bereits 2010 konnte die Band mit ihrem Album Invictus den neunten Platz der deutschen Album-Charts verbuchen.

## Sublabel

### King Fisher
King Fisher war ein Sublabel für Hardcore mit Sitz in Dortmund. Es spezialisierte sich u. a. auf Re-releases von älteren Klassikern wie z. B. Sick Of It All "Blood, Sweat and No Tears".

### CM Distro
Neben den eigenen Bands vertreibt das US-amerikanische Sublabel CM Distro auch andere Bands für kleinere europäische Plattenfirmen und arbeitet im Joint Venture mit Nuclear Blast zusammen. CM Distro hat unter anderem extrem erfolgreiche Bands wie Blind Guardian und Nightwish vertrieben, die in Europa von anderen Labels vertrieben werden. Zudem erscheinen unter dem Label viele Newcomer-Bands.

### Abacus Recordings
Ende 1998 entstand bei der US-amerikanischen Century Media der Gedanke, ein Imprint für Metalcore und Hardcore zu gründen. Im Jahr 2000 wurde Abacus Recordings mit zwei Mitarbeitern in Hawthorne, Kalifornien gegründet.
Abacus Recordings vertrieb Bands wie Caliban und Sick of It All. Seit 2005 ist Abacus Recordings nicht mehr Teil von Century Media. Im Juli 2007 wurde bekannt, dass das Label inzwischen geschlossen wurde.

### Century Black
Mitte der 1990er Jahre wurde das Sublabel Century Black gegründet. Es sollte speziell Black-Metal-Alben in den USA vertreiben, die nur auf kleineren Labeln wie Malicious Records oder Candlelight Records veröffentlicht wurden. Im Jahr 2000 wurde Century Black aufgelöst, da die meisten Bands zu anderen Labels, oft Century Media, gewechselt waren.
Century Black veröffentlichte unter anderem Alben von Emperor, Gorgoroth, Mayhem und Opeth.

### Olympic Recordings
Olympic Recordings war ein US-amerikanisches Sublabel für Extreme Metal. Es veröffentlichte unter anderem Alben von Aborted, Behemoth, Immolation, Incantation, Swallow the Sun und Vital Remains. Im September 2005 wurde Olympic Recordings aufgelöst, da es aufgrund des Namens rechtliche Probleme mit dem United States Olympic Committee gab.

## Bands und Künstler (Auswahl)

### Aktuell
- 3Teeth
- Aborted
- Adrenaline Mob
- The Alligator Wine
- Angelus Apatrida
- Arch Enemy
- Art of Shock
- Asphyx
- At the Gates
- Avatar
- Backyard Babies
- Baest
- Belzebubs
- Beneath the Massacre
- Black Crown Initiate
- Bleed from Within
- Blood Incantation
- Body Count
- Bombus
- Bonded
- Borknagar
- Buckcherry
- Caliban
- Coroner
- Dark Fortress
- Dark Funeral
- Dark Tranquillity
- Dead Lord
- Deathrite
- Deez Nuts
- Deicide
- Demons & Wizards
- Deserted Fear
- Dr. Living Dead!
- Dream Evil
- Electric Callboy
- Entombed A.D.
- Ether Coven
- EyeHateGod
- Finntroll
- Firespawn
- Folterkammer
- Fozzy
- Gemini Syndrome
- Glassjaw
- Gost
- Grave
- Grave Pleasures
- The Haunted
- Havok
- Heaven Shall Burn
- Hank van Hell
- Hideous Divinity
- Horisont
- Humanity’s Last Breath
- Ignite
- Imperial Triumphant
- Implore
- Insomnium
- Kanonenfieber
- Krisiun
- Lacuna Coil
- Like a Storm
- Jeff Loomis
- Lorna Shore
- Lucifer
- The Lurking Fear
- Mad Sin
- Malevolent Creation
- Man with a Mission
- Marduk
- Martyrdöd
- Mass Worship
- Mayhem
- Miasmal
- Monuments
- Moonsorrow
- Morgoth
- Naglfar
- Napalm Death
- Nasty
- Necrophobic
- New Years Day
- Night Demon
- Oceans of Slumber
- The Offering
- Omnium Gatherum
- Orbit Culture
- Orphaned Land
- Painted Wives
- Predatory Void
- Periphery
- The Picturebooks
- The Pretty Reckless
- Queensrÿche
- Radio Moscow
- Radkey
- Red Death
- Rogers
- Sanctuary
- Savage Messiah
- Jon Schaffer’s Purgatory
- Sick of It All
- Skeletal Remains
- Soulburn
- Spirit Adrift
- Stitched Up Heart
- Street Dogs
- Svart Crown
- Swallow the Sun
- Tribulation
- Triptykon
- Triumph of Death
- Tronos
- Turisas
- Ultha
- Unanimated
- Unearth
- Vampire
- Vildhjarta
- Vitriol
- Voivod
- Watain
- Wiegedood
- Wilderun
- Wilson
- Witchery
- Witherfall
- Witherscape
- Wolf
- Wolves in the Throne Room
- ZSK

### Ehemalige
- 3 Inches of Blood
- 9Electric
- The Agonist
- Amulet
- Angel Dust
- Arkaea
- Architects
- Armageddon
- Awaken the Empire
- Barren Earth
- Black Temple
- Blessed by a Broken Heart
- Bloodbath
- The Bones
- Celtic Frost
- Ceremonial Oath
- Chaosbreed
- Christian Death
- Cronian
- Crowbar
- The Crown
- Cryptopsy
- Dååth
- The Dagger
- Warrel Dane
- Darkest Hour
- Dead Soul
- Death
- Death Alley
- Death Wolf
- Demolition Hammer
- Despised Icon
- The Devastated
- Devian
- Devil Sold His Soul
- Diecast
- Earth Crisis
- Enabler
- Evenfall
- Evocation
- Exodus
- Extol
- Eyes of Eden
- Fear My Thoughts
- Firewind
- Flowing Tears
- Fu Manchu
- The Gathering
- Girl on Fire
- God Forbid
- Gorguts
- Grand Supreme Blood Court
- Hang the Bastard
- Haste
- Hatebreed
- Heart of a Coward
- Hellhammer
- Hexvessel
- High on Fire
- Himsa
- I Am Heresy
- Iced Earth
- Impaled
- In Flames
- Ingested
- Insidious Disease
- In This Moment
- Into Eternity
- Into the Flood
- Intronaut
- Ion Dissonance
- Jag Panzer
- Jasta
- Kivimetsän Druidi
- Kotipelto
- KYPCK
- Lullacry
- Machine Men
- The Man-Eating Tree
- Marathonmann
- Maroon
- Massacre
- Mercenary
- The Moaning
- Monsters Scare You
- Moonspell
- Morbid
- Morbus Chron
- Motorowl
- Necrowretch
- Nevermore
- Nightrage
- Nocturnal Rites
- Oddland
- Old Man’s Child
- Paradise Lost
- Passenger
- Poisonblack
- Port Noir
- Pyrexia
- Radakka
- Runemagick
- Ryker’s
- Sacramentum
- Samael
- Sentenced
- Shadows Fall
- The Shrine
- Sindrome
- Sleeping Giant
- Stampin’ Ground
- Starkill
- Stick to Your Guns
- Strapping Young Lad
- Suicide Silence
- Tad Morose
- Templeton Pek
- Tenet
- Terror
- Terrorizer
- TesseracT
- Thanatos
- Tiamat
- Treblinka
- Turmoil
- Unleashed
- Unsun
- Vampires Everywhere!
- Venomous Concept
- Vitja
- Warbringer
- Winds of Plague
- Zimmers Hole
- Zoax
- Zonaria